# 喜連川宿
喜連川宿（きつれがわじゅく）は、奥州街道（奥州道中）の20番目の宿駅（宿場町）である。現在の栃木県さくら市喜連川。

## 概要
喜連川宿は、江戸時代、喜連川城の城下に奥州街道（奥州道中）氏家宿の次の宿駅として整備された宿場町で、下野国塩谷郡にあった。1843年（天保14年）の『奥州道中宿村大概帳』によれば、喜連川宿は家数290軒、うち本陣1軒、脇本陣1軒、旅籠19軒、人口1,198人であった。氏家宿本陣は上野家、脇本陣は永井家が担っていた。
氏家宿から北に向かうと一里塚を通り弥五郎坂（やごろうざか）を下る。弥五郎坂はかつて早乙女坂（さおとめざか）ないし五月女坂（そうとめざか）と呼ばれていたが、戦国時代にこの坂で宇都宮氏当主宇都宮尚綱が那須氏家臣の鮎瀬弥五郎の矢を受けて戦死、のち鮎瀬弥五郎が尚綱を供養して五輪塔を建立したことから、弥五郎坂と呼ばれるようになったという。この五輪塔は今弥五郎殿（やごろうでん）と呼ばれ、弥五郎坂の頂上部に建っている。弥五郎坂を下ると道祖神、羽黒社を過ぎ、下妻道（しもつまのみち）との追分を左折すると喜連川宿に入る。宿内には龍光寺、薬師堂、喜連川神社、専念寺などの寺社が建ち、また宿内道側に一里塚があった。宿の北端の奥州道中筋は鉤状となっており、これが宿の内外を分けていた。

## 設備
- 本陣
  - 本陣上野太右衛門
  - 脇本陣永井家
- 旅籠
  - 山田屋徳兵
- 寺社
  - 龍光寺、専念寺、薬師堂、連光院
  - 喜連川神社、八幡神社
- 接続路線
  - 奥州道中
  - 下妻道

## 参考資料
1. ↑  『奥州道中宿村大概帳』に拠る。

## 隣の宿
奥州道中
氏家宿 - 喜連川宿 - 佐久山宿